# Maureen Burke
Pour les articles homonymes, voir Burke.
Maureen Burke, née en septembre 1958, est une personnalité politique britannique du Parti travailliste. Elle est députée de Glasgow North East depuis 2024.
Elle est conseillère municipale de Glasgow jusqu'à sa démission le 2 septembre 2024.

## Biographie

### Carrière pré-politique
Dès l'âge de 15 ans, Maureen Burke travaille comme ouvrière chez A. & J. Gelfer Ltd, une usine de fabrication de cravates située à Bridgeton, Glasgow, avant de devenir employée administratif de l'entreprise, qui est mise en liquidation en décembre 2000. Elle étudie ensuite  au John Wheatley College, à 40 ans, avant de travailler comme assistante parlementaire de l'ancienne députée (MSP) de Glasgow Baillieston et députée (MP) de Glasgow East, Margaret Curran, jusqu'aux élections générales de 2015. 

### Carrière politique
Depuis l'élection du conseil municipal de Glasgow en 2012, elle représente la circonscription du Nord-Est au conseil municipal de Glasgow en tant que conseillère, et préside le comité de surveillance du conseil municipal de Glasgow sur la performance opérationnelle et la livraison, jusqu'à sa démission en septembre 2024.
Elle est administratrice rémunérée de Glasgow East Women's Aid avant sa liquidation en mars 2024.
Lors des élections générales de 2024 au Royaume-Uni, elle est élue députée travailliste de Glasgow North East avec 4 637 voix de plus que la députée sortante du SNP, Anne McLaughlin.

### Vie personnelle
Maureen Burke vit dans le quartier d'Easterhouse à Glasgow avec son mari. Elle a une fille et deux petites-filles.

## Controverses

### Procès pour détournement de fonds
En 2018, en tant que conseillère en exercice, Maureen Burke témoigne devant le tribunal de Glasgow dans le cadre du procès d'une ex-conseillère travailliste, Yvonne Kucuk, pour laquelle Burke travaillait en tant qu'assistante personnelle. L'affaire porte sur le détournement de 8690 livres sterling d'une organisation caritative locale, le "People's Development Trust". En 2016, Maureen Burke était en possession d'un sac contenant 2000 livres sterling en espèces, un téléphone portable et des documents remis par Kucuk, et il lui a été demandé de le rendre à l'organisation caritative ; elle a remis le sac à Michael Kennedy, alors directeur de l'organisation, qui a commencé à compter l'argent devant Maureen Burke.

### Croisière pendant l'établissement du budget du Conseil
En février 2024, Maureen Burke, alors conseillère municipal de Glasgow, manque une séance du conseil plénier, au cours de laquelle le budget de 3 milliards de livres de la ville pour 2024/2027 est débattu et fixé. La conseillère Maureen Burke est en effet en croisière de luxe. Bien qu'il soit possible d'appeler à distance, la conseillère Maureen Burke refuse de le faire pendant son absence.